# وقت راحة العقل (فلم)
وقت راحة العقل (بالإنجليزية: Time Out of Mind) فيلم دراما أمريكي من تأليف وإخراج أورين موفمان عام 2014. الفيلم من بطولة ريتشارد جير، بن فيرين، جينا مالون، كيرا سيدجويك، وستيف بوسيمي وتدور الأحداث حول جورج الذي يبحث عن ملجأ في مستشفى بلفيو، وهو مركز استقبال للرجال المشردين في مانهاتن، وتساعده صداقته مع زميل له في محاولة إصلاح علاقته مع ابنته المنفصلة عنه.
عرض الفيلم لأول مرة ضمن مهرجان تورنتو السينمائي الدولي في 7 سبتمبر 2014.
أصدرت شركة IFC الفيلم إلى دور العرض الأمريكية في 11 سبتمبر 2015.
منح موقع قاعدة بيانات الأفلام على الإنترنت (IMDB) درجة 5.7/ 10.

## طاقم التمثيل
- ريتشارد جير: في دور جورج
- بن فيرين: في دور ديكسون
- جينا مالون: في دور ماجي
- كيرا سيدجويك: في دور كارين (شيلا وهمية)
- ستيف بوسيمي: في دور آرت
- دانييل بروكس: في دور موظفة الاستقبال
- جيريمي سترونج: في دور جاك
- توم بيشوب: في دور أمير
- يول فاسكيز: في دور راؤول
- بريان دارسى جيمس:[15] في دور مارك
- جيرالدين هيوز: في دور ماير
- ليزا داتز:[16] في دور لورا
- توني باتانو: في دور السيدة جاكسون
- كولمان دومينغو: في دور السيد أويلو[17][18][19]

## أحداث الفيلم
يقيم جورج (ريتشارد جير) في شقة كانت مستأجرة للسيدة شيلا (كيرا سيدجويك) التي انتقلت لسكن آخر، ويقوم مالك العقار آرت (ستيف بوسيمي) بطرده من الشقة.
يعاني جورج من الفقر والبطالة؛ ويدعي أن شخصًا ما قد سرق محفظته. يقوم بإجراء عدة اتصالات هاتفية، يبدو أنها لطلب المساعدة، ولا تنجح، ويضطر للنوم في الشوارع وهو يبحث عن الدفء. يذهب جورج إلى المستشفى القريب ليجلس في غرفة الطوارئ حيث تتواصل معه الممرضة ماير (جيرالدين هيوز) التي تعامله برأفة. ينكر جورج للآخرين ولنفسه أنه بلا مأوى وهو الذي رهن كل ما كان يملك لشراء الخمور. يقوم جورج بالتجول بلا هدف في مترو الأنفاق، والاستلقاء على مقاعد الحدائق، والتسول من أجل القليل، والبقاء في بلفيو، أكبر مأوى للمشردين للرجال في مانهاتن، وهو مكان خطير محفوف بالانقسامات العرقية والاجتماعية. هل يمكنه الحصول على شهادة ميلاد؟ فهو ليس لديه أي شكل من أشكال بطاقات التعريف، ولا عنوان، ولا رقم ضمان اجتماعي. ينجح في الحصول على سرير في ملجأ للمشردين، حيث يقيم صداقة مع ديكسون (بن فيرين) غير المستقر عقليًا ولكنه ودود ويحافظ على علاقته بجورج. ينشأ حوار بين جورج وديكسون يعكس قلق بعضهم البعض، والعزلة، والاقتراب من الشيخوخة، مما يشكل تحالفًا شائكًا. يؤدي اجتماعه النهائي مع الموظفة لورا (ليزا داتز) إلى مزيد من الإدراك الذاتي حول المساعدة التي يحتاجها. سعياً وراء المصالحة مع ابنته المنفصلة عنه، ماجي (جينا مالون). يبدو على جورج أنه مهووس بالشعور بالذنب لإعادة التواصل مع ماجي بطريقة ما. يصادف جورج لحظات الفرح الوحيدة عندما يستمتع بعبوة من ستة قطع من علب البيرة. تنتهي القصة بجورج يتواصل مع ماجي على أمل المسامحة والدعم.

## استقبال الفيلم
منح موقع "الطماطم الفاسدة" الفيلم تقييماً مقداره 80% بناءاً على آراء 88 ناقداً سينمائياً، وكتب إجماع نقاد الموقع: "الفيلم يتطلب الصبر، ومع ذلك من الصعب إنكار نواياه النبيلة - وأداء ريتشارد جير الملتزم."
منح موقع "ميتاكريتيك" الفيلم تقييماً مقداره 75% بناءاً على آراء 25 ناقداً سينمائياً.
كتب آلان شيرستول من صوت القرية (صحيفة التابلويد المجانية الأسبوعية) مقالة إيجابية عن الفيلم، قائلاً: "الفيلم عبارة عن تجربة في التعاطف، وفحص للبيروقراطية وحياة الشوارع، وفيلم سيجده الكثيرون موقفًا صعبًا."
منح جو نيوماير، من الصحيفة اليومية "نيويورك ديلي نيوز"، الفيلم خمسة من أصل خمسة نجوم، قائلاً "ليس أقل من قوة. بدون عاطفية أو لمعان، يضيء جزءًا من حياة المدينة الذي غالبًا ما يضيع في الظل."
منح لو لومنيك، من صحيفة نيويورك بوست، الفيلم اثنين من أصل خمسة نجوم قائلا: "بينما جير جيد جدًا في الفيلم، ولكنه لا يمتلك نوعًا من الشخصية أو الشجاعة الضرورية ليضع هذه الدراما الحسنة النية، والتي غالبًا ما تكون مضمونة للوعظ، لتصبح قضية اجتماعية مهمة."
منح بيتر ترافرز من مجلة "رولينج ستون" الفيلم ثلاثة نجوم ونصف من أصل أربعة، قائلاً: "جير، الذي لم يتم ترشيحه أبدًا لجائزة الأوسكار، هو حدسي ولا يمحى. ربما يكون من السذاجة التفكير في أن فيلمًا كهذا يمكن أن يرفع من وعينا، حتى نغير الأشياء. وماذا إذن؟! بالتوفيق."
منح ريكس ريد من صحيفة نيويورك أوبزرفر الفيلم ثلاثة من أصل أربعة نجوم، قائلاً: "إن الفيلم ليس عاطفيًا أو مخططًا بشكل مفرط. إنه مجرد فيلم رصين ومباشر عاطفيًا للاحتفال الخفي على الطريق إلى الجحيم."
منح ديفيد لويس، من صحيفة سان فرانسيسكو كرونيكل، الفيلم اثنين من أصل أربعة نجوم، قائلاً: "إنه لا يُنسى بمعنى أن له تأثيرًا مربكًا وحتى تعليميًا، ولكن كعمل درامي، غالبًا ما يكون تمرينًا شاقًا."
منحت الناقدة السينمائية ايلا تايلور، من الإذاعة الوطنية العامة، الفيلم مراجعة إيجابية، قائلةً: "جير متواجد هنا بشكل غير عادي، وهو يقول شيئًا بأدائه المنضبط والمتجه للداخل، وعن الإستراتيجيات المرئية الدقيقة للفيلم، أنه موجود في كل إطار تقريبًا من الفيلم، ولكن نادرًا ما يكون في مركزه."
منح ديفان كوجان، من المجلة الأسبوعية الأمريكية "إنترتينمنت ويكلي"، الفيلم درجة "ب"، قائلاً: "على الرغم من أن مدة عرض الفيلم ساعتين وذلك قد يكون صعبًا، لكن جير يقدم أداءً دقيقًا متعدد الطبقات كرجل موجود بالكاد على أطراف المجتمع."
كتب أيه. اوه. سكوت، من صحيفة نيويورك تايمز، مقالة إيجابية عن الفيلم قائلاً: "قد تكون أفضل الأشياء جودة في هذا الفيلم وأكثرها صدقًا هي الإيقاع العرضي المتجول، وهو أمر مثير للفضول في حد ذاته ويعكس تجربة الشخصية الرئيسية."
فاز الفيلم بجائزة النقاد الدوليين (FIPRESCI) للمخرج أورين موفمان لتصويره الحساس والإنساني للتشرد، وأداء ريتشارد جير الرائع (مهرجان تورونتو السينمائي الدولي 2014).

## وصلات خارجية
- مقالات تستعمل روابط فنية بلا صلة مع ويكي بيانات